# 西藏体育馆
西藏体育馆是中国西藏自治区拉萨市的一座体育馆。该馆是43项援藏工程之一，由浙江省援建。该体育馆位于拉萨市城关区娘热路27号。